# 隆達 (日本)
隆達（日语：／ Ryūtatsu，1527年—1611年12月28日），是日本安土桃山時代到江戸時代初期的日蓮宗僧伽，也是小歌隆達節創始者。外號高三坊、自在庵，人稱高三隆達。

## 生涯
隆達的家族據傳為12世紀末從中國宋朝渡海來到筑前國博多地區的漢人劉清德後裔。家族隨後遷往和泉國堺市經營藥草生意，改和姓為「高三」。隆達的父親高三隆喜開始信奉日蓮宗，在顯本寺建造庵室隱修。因此隆達自幼便在顯本寺出家修行，並於成年後繼承父親的庵室與法號。
隆達擅長歌曲與書畫。他蒐編當時流行的民間小歌，並自己作詞作曲，創造出獨特的聲調形式隆達節。
1590年(天正18年)隆達的兄長隆德過世，隆達還俗繼承家族藥草店。此後高三家在堺市成為名流，受到豐臣秀吉的賞識。

## 外部連結
- 法華宗 顕本寺 堺市　公式ＨＰ （页面存档备份，存于）
- . kotobank （日语）.